# Petr Rada
Petr Rada (ur. 21 sierpnia 1958 w Pradze) – czeski piłkarz i trener, reprezentant Czechosłowacji, były selekcjoner czeskiej drużyny narodowej.

## Kariera piłkarska
Jako piłkarz grał na pozycji pomocnika. Przez wiele sezonów związany był z Duklą Praga, jedną z najlepszych wówczas drużyn czechosłowackich. W barwach Dukli w 1982 zdobył Mistrzostwo Czechosłowacji, a w 1986 dotarł do półfinału europejskiego Pucharu Zdobywców Pucharów. W 1988 wyjechał do RFN, gdzie został zawodnikiem Fortuny Düsseldorf. W Niemczech występował również w barwach Rot-Weiß Essen i Jahn Regensburg. Po powrocie do Czech w 1996 zakończył karierę jako zawodnik Bohemians 1905.
W latach 1982–1986 rozegrał 11 meczów w czechosłowackiej reprezentacji, strzelając 2 bramki.

## Kariera szkoleniowa
Pracę trenerską rozpoczął w sezonie 1996–1997 w roli asystenta pierwszego trenera Fortuny Düsseldorf. Przez trzy lata pracował w praskiej Slavii, pełniąc funkcje asystenta oraz pierwszego trenera. W 1998 rozpoczął współpracę z selekcjonerem reprezentacji Czech Jozefem Chovancem. Samodzielnie prowadził drużyny FK Teplice, Viktorii Pilzno, FK Jablonec. W 2006 został ponownie włączony do sztabu szkoleniowego czeskiej drużyny narodowej, tym razem w roli asystenta Karela Brücknera. W lipcu 2008 zastąpił Brücknera na stanowisku szkoleniowca czeskiej kadry, którą prowadził do kwietnia 2009. Został zdymisjonowany za słabe wyniki w meczach eliminacji MŚ 2010 – za jego kadencji zespół z ośmiu meczów wygrał dwa i cztery zremisował.